# P'urhépecha

La bandiera P'urhèpecha

I P'urhépecha, chiamati anche Taraschi (in spagnolo Tarascos) o Purépecha, sono un popolo di Nativi Americani stanziato nella regione nord occidentale dello stato messicano di Michoacán, principalmente nell'area della città di Uruapan e Patzcuaro.

## Terminologia
L'aggettivo "Tarasco" è un eponimo considerato dispregiativo dai moderni discendenti dei fondatori di questa cultura, i quali si fanno chiamare "P'urhépechas".
"Tarasco" è una parola che definisce un gruppo etnico indigeno del Messico e la lingua ivi parlata. Il termine è meno comune che in passato, usandosi oggi più spesso il nome con cui gli appartenenti a questo gruppo etnico designano sé stessi, ovvero P'urhépecha (o P'orhépecha), sia per i popoli sia per la lingua. Gli storici P'urhepecha costruirono tuttavia uno stato a cui normalmente si fa riferimento come regno tarasco perché è il modo in cui appare nelle prime fonti coloniali.
Il nome tarasco proviene dalla parola tarascue nella loro lingua, che significa indistintamente suocero. Gli spagnoli lo presero come loro nome, per ragioni che sono state attribuite a diverse storie leggendarie. I Nahuatl chiamano invece i taraschi "Michhuàquê" ("i possessori del pesce") da cui il nome dello stato del Michoacán.
La parola "Tarascan" che gli spagnoli hanno dato al popolo Purépecha (nella sua lingua P'urhépecha), così come il suo linguaggio, sembra essere un termine di parentela utilizzato dagli antichi Purepecha per trattare alcuni spagnoli con ciò che è politicamente matrimoni misti. Tarasco proviene dalla voce Tarasque (mio figlio o mio padre), utilizzato dagli indigeni per fare riferimento al primo españoles.1
Per molto tempo, questa etnonimo ha prevalso soprattutto tra gli studiosi, mentre attualmente tende a prevalere il nome di Purépecha, che deriva dal modo in cui è stato chiamato il vecchio strato sociale e culturale dei lavoratori e il lavoro nei settori della Confederazione. Si trovano nello stato di Michoacan, un nome che deriva dalla parola nahuatl Michoacan (</ mic-o-Kan / 'Place de Pescadores', scritto in epoca coloniale come documenti Mechuacan) utilizzato dagli Aztechi per fare riferimento a quel territorio. 

## Lingua
La lingua parlata è la Lingua P'urhépecha, con 100.000 locutori. Di recente ci sono stati tentativi di introdurre l'istruzione di questa lingua nei sistemi scolastici locali.

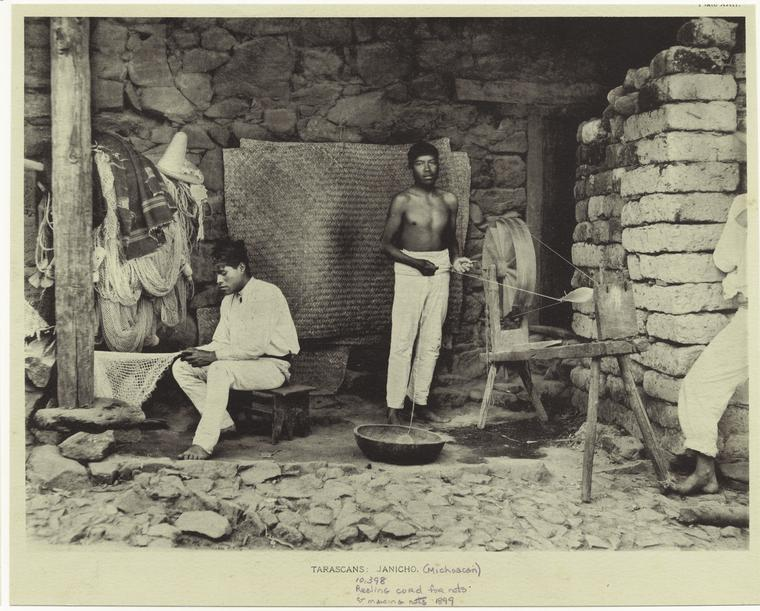
Alcuni P'urhépecha nel 1800

## Storia
La cultura Purepecha' è una cultura pre-colombiana del Messico che fiorì soprattutto nello stato orientale di Michoacán. Fondata intorno al 1200 d.C., tale cultura si è riunita nel 1400 in uno stato tarasco centralizzato; tale regno sarebbe caduto nel 1530 per mano degli spagnoli, e lo splendore della sua cultura è tramontata intorno al 1600. Il governo dei taraschi era monarchico e teocratico, e come la maggior parte delle culture precolombiane, i Taraschi erano politeisti.
I P'urhépecha non sono mai stati sotto il dominio dell'impero azteco sebbene fossero contemporanei. Subirono però un violento attacco da parte degli aztechi nel 1479. Poi, con la conquista spagnola nel 1521, i P'urhépecha si indebolirono a causa delle malattie. Oggi questa tribù vive in piccoli borghi sulle pendici delle montagne del Messico.
L'impero dei P'urhépecha si estendeva a sud fino al presente territorio dello stato di Guerrero, da nord a sud del centro di Jalisco e Guanajuato (il P'urhépecha Cuanashuato: collina rana) e ad est verso la regione nota Taximaroa allora come oggi Cd. Hidalgo, Michoacan. Attualmente, la cultura Purépecha sopravvive, e mantiene la sua lingua, nella regione centrale dello stato di Michoacan.
I Taraschi/Purépecha erano esperti nell'artigianato, nella scultura, nell'architettura, nella pittura, nell'oreficeria e nella pesca, la quale era e rimane un'attività chiave per il loro popolo. Non mancava inoltre la loro maestria nella lavorazione del bronzo.

### Sovrani di rilievo
La massima autorità era chiamata "Cazonci" o "Irecha".
- Iretiticátame: considerato fondatore della cultura dei Taraschi, nello Stato messicano di Michoacan.
- Tariácuri: fondatore del regno tarasco.
- Zuanga: fu impegnato nella lotta contro Tenochtitlan, capitale dell'impero azteco, ma intanto ricevette ambasciatori da parte dello huey tlatoani Cuitlahuac.
- Tangáxuan II: figlio di Zuanga, e ultimo cazonci purepecha. Ottenne nuove richieste di aiuto da Cuauhtémoc, figlio di Cuitlahuac, morto di vaiolo, ma il nuovo cazonci rifiutò di aiutarlo e osò non solo uccidere gli emissari aztechi, ma mandare degli emissari a Hernán Cortés a Coyoacan per invocare una pace. Il conquistador spagnolo ostentò la sua artiglieria per intimidire il cazonci purepecha, il quale si arrese pacificamente il 25 giugno 1522. Dopo quasi otto anni di convivenza con gli spagnoli, Tangáxuan fu infine ucciso in una rivolta da Nuño Beltrán de Guzmán.

### Città principali
- Patzcuaro: fondata sull'omonimo lago, secondo la leggenda da Zacapu, era una città sacra il cui nome significa "Porta del Paradiso". Possedeva un centro militare (Tzintzuntzan), uno religioso (Ihuatzio) e uno politico (Pátzcuaro).

## Economia
Inizialmente i P'urhépecha avevano un'economia basata sulla caccia, soprattutto alle tartarughe. Ora l'economia si basa soprattutto sull'agricoltura, ma sono molto sviluppati anche il settore della lavorazione del legno e la tessitura.

## Religione
I P'urhépecha basavano la loro religione sui sacrifici umani. Costruirono un complesso di piramidi nei pressi del Lago Patzcuaro. Questo complesso era pari solo alle piramidi azteche. Consisteva in un grosso tumulo su cui sorgevano cinque piramidi a gradoni dove venivano praticati i sacrifici.
I P'urhépecha erano politeisti, e il loro dio principale era Curicaveri (nato dal fuoco), divinità principale dell'artigianato, della caccia e della guerra. Erano degni di nota anche i seguenti dei:
- Curicaveri (il grande incendio): dio del fuoco, considerato il più antico dio dei Taraschi.
- Cuerauáperi o Kuerajperi: prortatrice del vento e moglie di Curicaueri moglie, rappresenta la Luna, ed è la madre e il padre di tutti gli dei. È una divinità legata alla terra e la pioggia, in quanto considerata come il produttore delle nuvole, e possiede quattro figlie, le auxiliaban: Nuvola Rossa, Nuvola Bianca, Nuvola Gialla e Nuvola Nera.
- Xaratanga: l'una in tutti e in varie parti, è un'invocazione della Luna, alias Cuerauáperi.
- Pehuame: la donna in travaglio, è un'altra invocazione di Cuerauáperi o Madre Luna. È la divinità del parto e moglie di Sol, e la si venerava principalmente a Tzacapu.
- Nana Cutzi: un'altra invocazione di Cuerauáperi o Madre Luna.
- Tata Jurhiata: Padre Sole, un nome ora dato al sole indigeno Michoacan come elemento naturale e non come nome di divinità.